# Metaphreatoicus australis
Metaphreatoicus australis is een pissebed uit de familie Phreatoicidae. De wetenschappelijke naam van de soort is voor het eerst geldig gepubliceerd in 1891 door Charles Chilton.